# Пластмаси

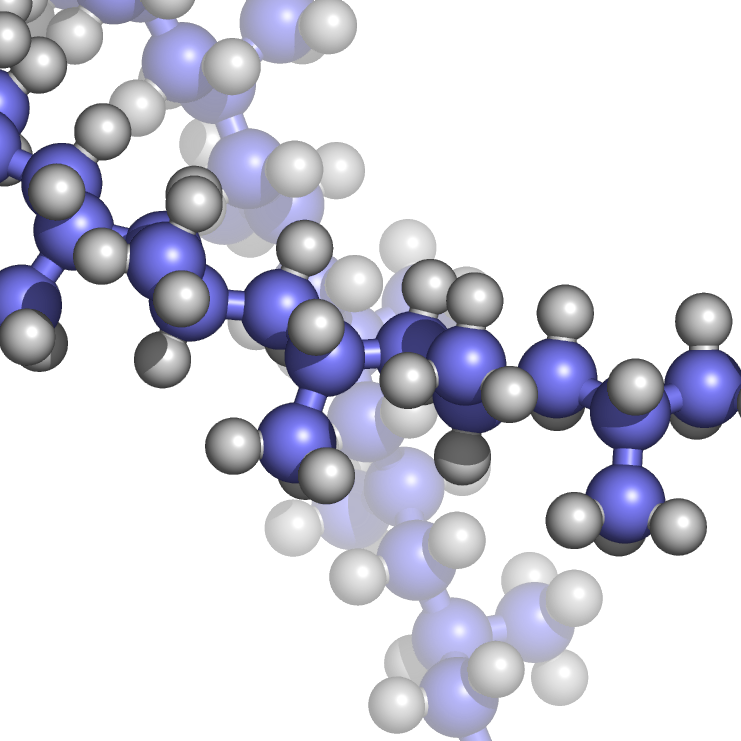
Ланцюги молекул поліпропілену

Пластмаси (пластичні маси), пластики — штучно створені матеріали, основою яких є полімер, що перебуває під час формування виробу у в'язкорідкому чи високоеластичному стані, а під час експлуатації — в склоподібному чи кристалічному стані
Пластмаси формують при підвищеній температурі, у той час коли вони мають високу пластичність. Сировиною для отримання полімерів є нафта, природний газ, кам'яне вугілля, сланці.

## Історія
Першу пластмасу було отримано британським металургом і винахідником Александером Парксом у 1855 році. Паркс назвав її «паркезин» (потім стали називати целулоїд). Паркезин вперше було представлено на Всесвітній виставці в Лондоні у 1862 році. Розвиток пластмас почався з використання природних пластичних матеріалів (жувальної гумки, шелаку), далі продовжився використанням хімічно модифікованих природних матеріалів (гума, ебоніт, нітроцелюлоза, колаген, галаліт) і перейшов до повністю синтетичних молекул (бакеліт, епоксидна смола, полівінілхлорид, поліетилен та ін.).

## Властивості пластмас
Поширенню пластмас сприяють їхня мала густина (0,85—1,8 г/см³), що значно зменшує масу деталей, висока корозійна стійкість та широкий діапазон інших властивостей. Гарні антифрикційні характеристики багатьох пластмас дають можливість з успіхом застосовувати їх для виготовлення підшипників ковзання. Високий коефіцієнт тертя деяких пластмас дозволяє використовувати їх для гальмових пристроїв. Окремі пластмаси мають специфічні властивості: високі електроізоляційні та теплоізоляційні характеристики, велику прозорість тощо.
Важливою перевагою пластмас є можливість їхньої переробки у вироби найпродуктивнішими способами з коефіцієнтом використання матеріалу 0,9-0,95 — литтям, видавлюванням тощо.

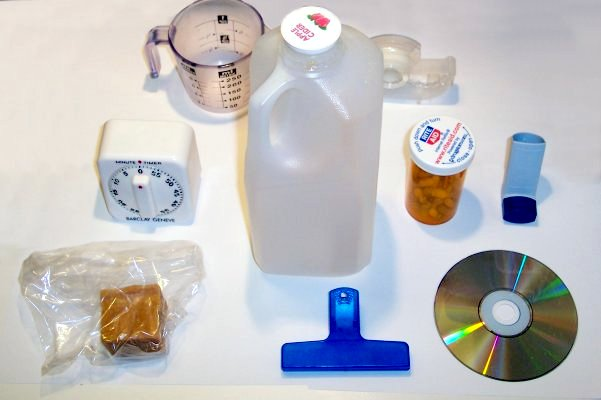
Предмети побуту, повністю або частково виготовлені з пластмаси

Водночас пластмасам притаманні деякі недоліки: невисокі міцність, твердість і механічна жорсткість, велике значення коефіцієнта лінійного термічного розширення (~15×10−5 К−1), значна повзучість, особливо у термопластів, низька теплостійкість (більшість пластмас має робочу температуру не вищу, ніж 200 °C, і лише деякі можуть працювати при 300…400 °С), низька теплопровідність (в 500–600 разів менша, ніж у металів), схильність до старіння (втрата властивостей під впливом тепла, світла, води та інших факторів).
При старінні зменшується еластичність і міцність пластмас, збільшується їхня механічна жорсткість і крихкість. Під еластичністю розуміють здатність матеріалу до великих зворотних деформацій. Цей термін за фізичним сенсом аналогічний пружності, але перший вживається для аморфних, а останній — для кристалічних тіл.
Твердість пластмас за методом Брінелля становить 30…200 МПа.
Більшість полімерів перебуває в аморфному (склоподібному) стані. Такі полімери називають смолами. В пластмасах може бути присутньою певна кількість кристалічної фази, яка підвищує міцність, жорсткість і теплостійкість полімера. У виробництві пластмас використовують переважно синтетичні смоли.
Крім полімерів пластмаси можуть містити наповнювачі, пластифікатори та спеціальні добавки, що надають пластмасі певних властивостей.
Наповнювачами (зміцнювальними компонентами) можуть бути органічні або неорганічні речовини у вигляді порошків (графіт, деревне або кварцове борошно), волокон (паперових, бавовняних, азбестових, скляних) або полотен чи аркушів (тканина, папір, деревний шпон). Наповнювачі підвищують міцність, зносостійкість, теплостійкість та інші властивості пластмас. Їхня частка у пластмасі може досягати 40…80%.
Пластифікатори вводять для підвищення пластичності та еластичності пластмас (гліцерин, касторове або парафінове масло та ін.).
Добавками можуть бути:
- стабілізатори — речовини, які уповільнюють старіння (сажа, сірчані сполуки, феноли);
- мастильні матеріали — речовини, що усувають прилипання матеріалу до прес-форми, збільшують його текучість, зменшують тертя між частинками композиції (віск, стеарин, олеїнова кислота);
- барвники — речовини, що надають пластмасовим виробам декоративного вигляду (охра тощо.);
- каталізатори — речовини, що прискорюють твердіння пластмаси (уротропін, оксиди металів);
- антипірени — речовини, які зменшують горючість полімерів (наприклад, сполуки сурми);
- антистатики — речовини, які перешкоджають виникненню і накопиченню статичного електричного заряду у виробах з полімерних матеріалів;
- пороутворювачі — речовини, які розпадаються під час нагрівання, виділяючи гази, що спінюють смолу, внаслідок чого утворюється поро- та пінопласти з пористою структурою.

## Класифікація пластмас

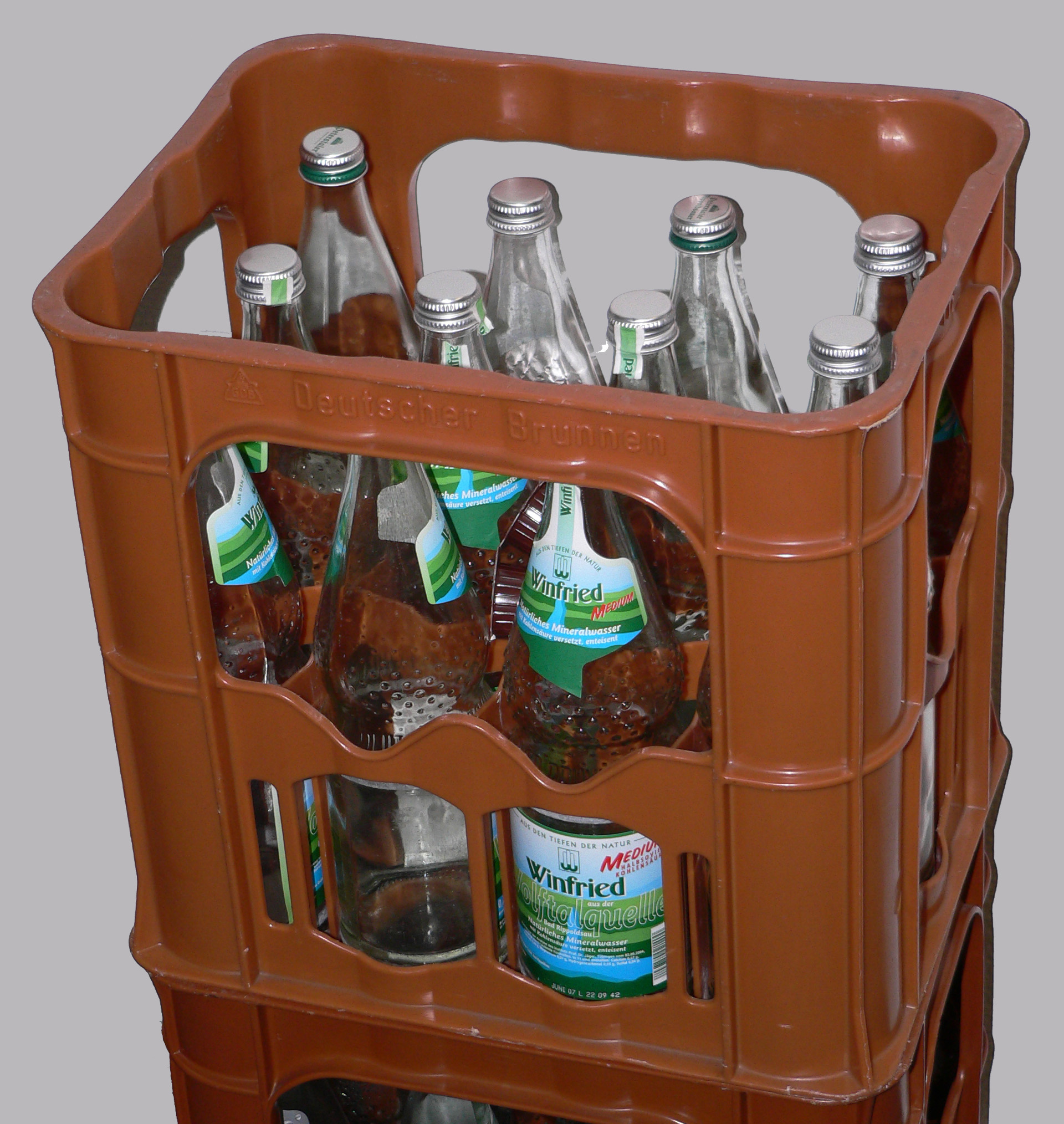
Ящик з поліетилену високої щільності для скляних пляшок

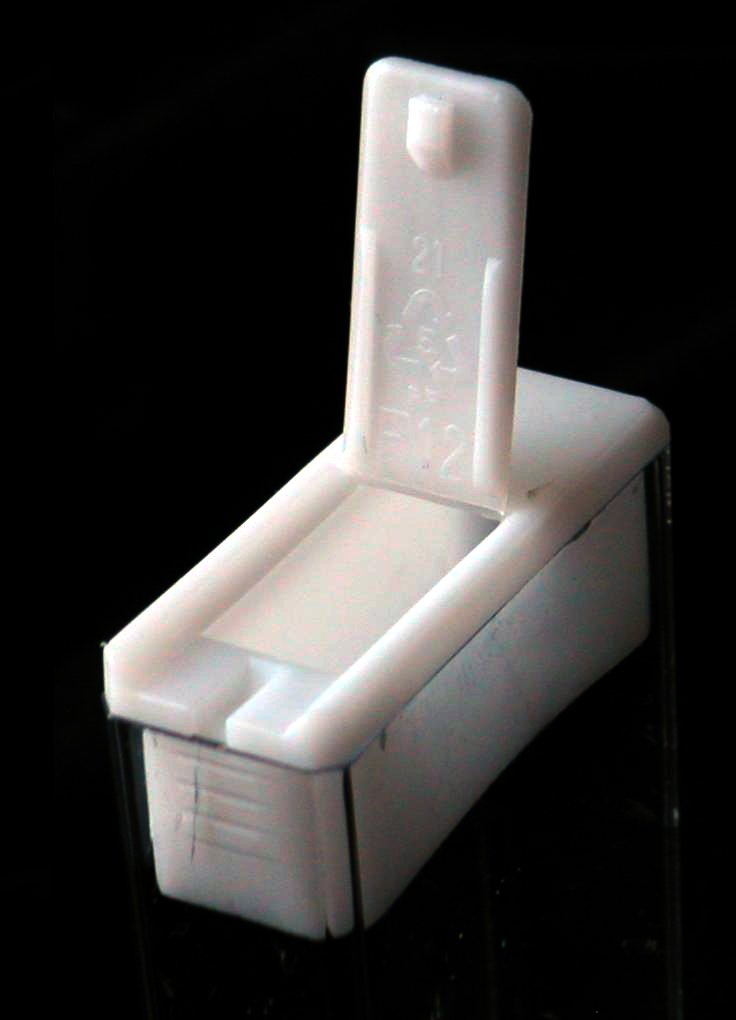
Поліпропіленова кришка упакування цукерок Tic Tac

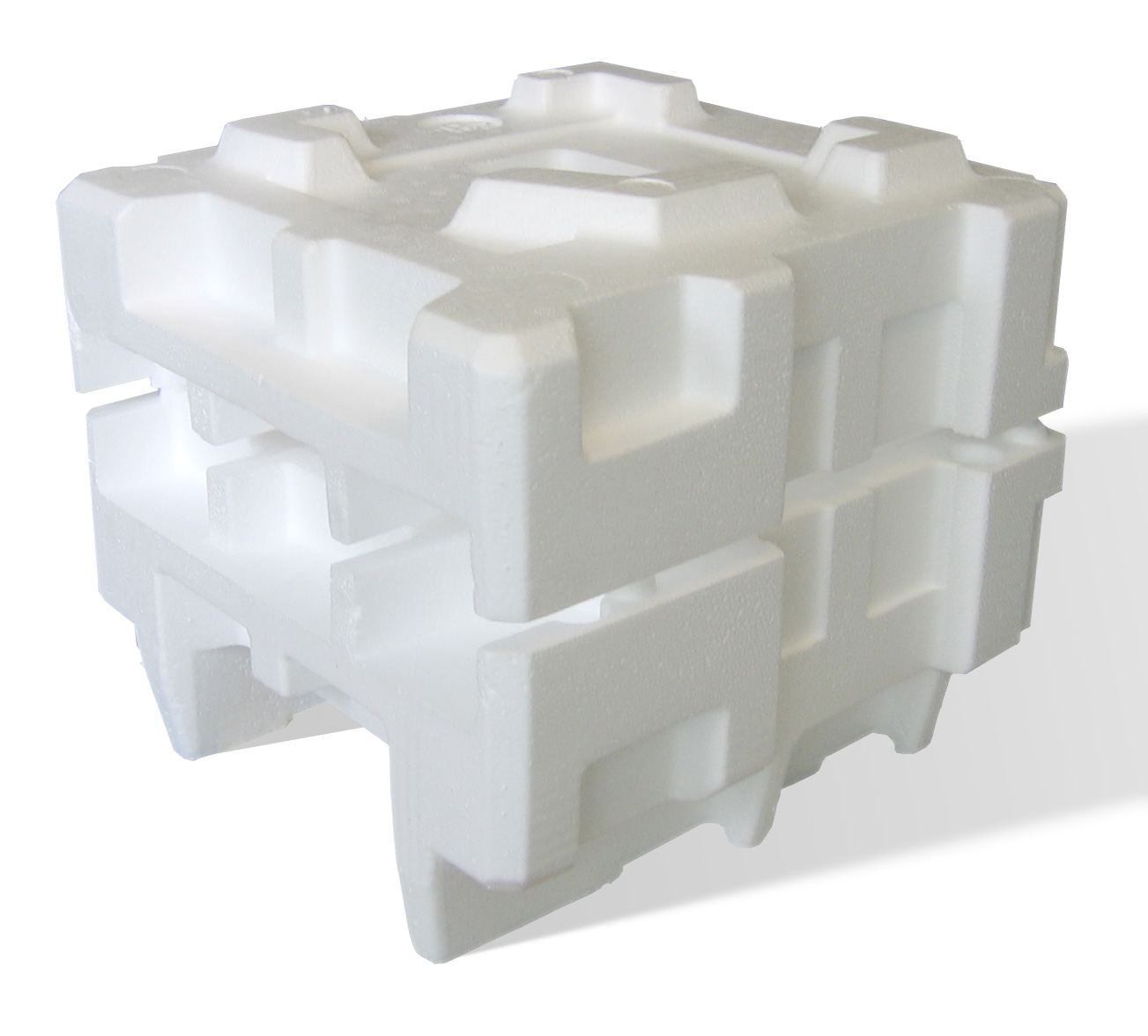
Пакувальний матеріал із пінополістиролу

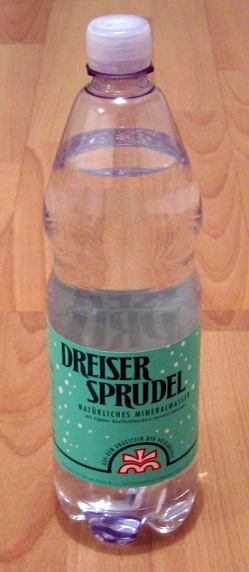
ПЕТ-пляшка

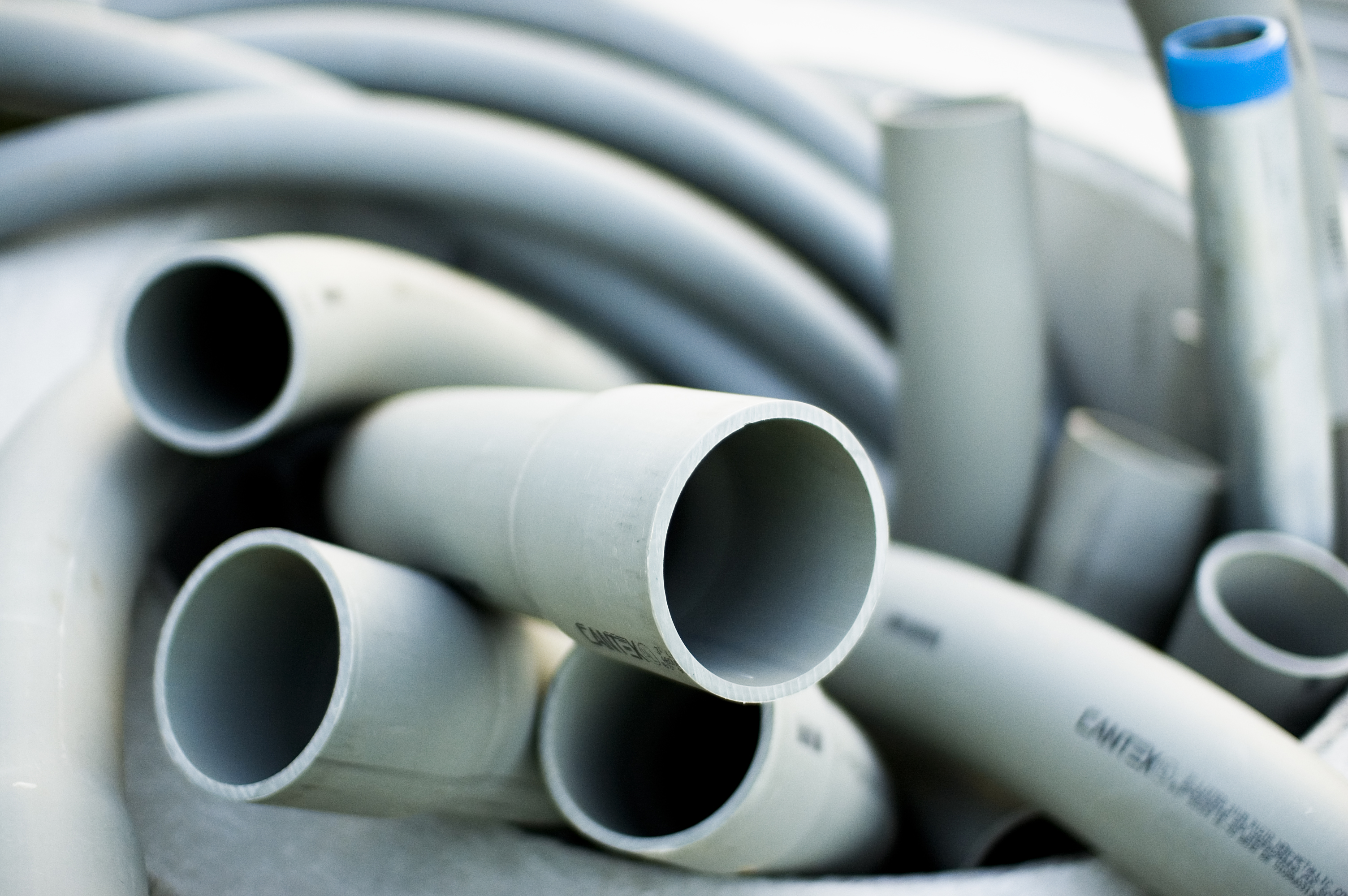
Труби з ПВХ

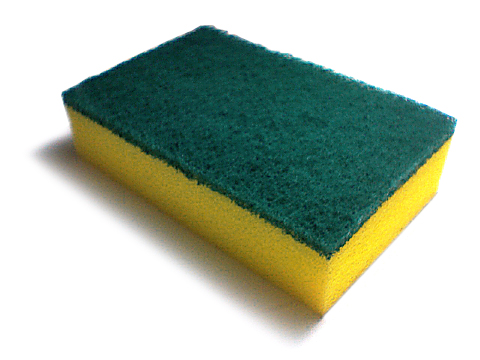
Поліуретанова кухонна губка

Залежно від властивостей смоли пластмаси поділяють на термопластичні, термореактивні та високоеластичні.
Залежно від природи твердого наповнювача серед пластмас розрізняють: асбопластики, боропластики, графітопласти, металополімери, органопластики, склопластики, вуглепластики.
Залежно від складових їх макромолекул пластмаси поділяються на такі види: пластомери (лінійні ланцюги), дуромери (структури з високою щільністю решітки), еластомери (структури з низькою щільністю решітки) і синтетичне волокно (сильно орієнтовані ланцюгові молекули).

### Термопласти
Термопластичні пластмаси (термопласти) — це пластмаси на основі термопластичних полімерів, що під час нагріву розм'якшуються, переходять у в'язкотекучий стан, а при охолодженні тверднуть, і цей процес повторюється при повторному нагріванні. Тобто такі пластмаси допускають повторну переробку. Вони характеризуються невеликою усадкою (1…3%), зручні в переробці, не складні у виробництві тощо. Зазвичай їхня робоча температура не перевищує 90 °C. Типовими представниками термопластів є наступні (список не вичерпний).
Поліетилен (ПЕ, PE — polyethylene) — полімер етилену, твердий, легкий і водостійкий матеріал, гарний діелектрик з високою морозостійкістю (до — 60 °C), стійкий проти агресивних середовищ. Застосовується для виготовлення кабелів, плівок, труб, ємностей технічного і побутового призначення тощо. Недоліки: низька гранична температура експлуатації, висока газопроникність і низька маслостійкість. За способом отримання поділяється на:
- поліетилен низької щільності (LDPE — англ. Low Density PE) або поліетилен високого тиску (ПЕВТ)[4], який отримують полімеризацією етилену у присутності кисню та ініціаторів (пероксидних сполук) при температурах 200…300 °C;
- поліетилен високої щільності (HDPE — англ. Hight Density PE) або поліетилен низького тиску (ПЕНТ)[5], який отримують полімеризацією на каталізаторах Ціглера—Натта[en] при 80 °C і тиску 0,3…0,5 МПА в суспензії або газовому середовищі;
- поліетилен середнього тиску (високої щільності) — ПЕСТ — отримують полімеризацією у присутності оксидів Co, Mo, V при 130…170 °C і тиску 3,5…4 МПа.

Поліпропілен (ПП, PP — polypropylene) — полімер пропілену, твердий матеріал загальнотехнічного призначення, що має високі електроізоляційні властивості, водо- і хімічну стійкість. Існують марки, що отримали допуск до контакту з харчовими продуктами. Недоліки: низька морозостійкість (— 15 °С), горючість, незадовільна склеюваність, здатність накопичувати статичну електрику. Використовується в медицині, харчовій промисловості (пакувальні плівки) та електротехніці.
Полістирен (ПС, PS — polystyrene) — продукт полімеризації стирену, термопласт загальнотехнічного призначення. Завдяки гарним механічним властивостям, прозорості і зовнішньому вигляду, він використовується у світлотехніці та виробах культурно-побутового призначення. Він гарно обробляється різанням та склеюється. Чудовий діелектриком у широкому діапазоні частот, завдяки чому використовується в електротехніці. Нетоксичний, водо- і радіаційно стійкий, через що використовується у харчовій галузі і медичній техніці. Недоліки: крихкість при нормальних умовах, низька ударна в'язкість, здатність до статичної електризації, низька теплостійкість та хімічна стійкість, горючість. Поширення набув спінений ПС (пінопласт). Для покращення властивостей використовують співполімери полістиролу з акрилонітрилом, метилметакрилатом, α-метилстиролом. Найбільшого поширення отримали удароміцні співполімери стиролу з бутадієновим чи бутадієнстирольним каучуком, що отримали назву — «удароміцний полістирол» (УПС, ASR — Advanced Styrene Resine).
Поліметилметакрилат (ПММА, органічне скло, PMMA — Polymethyl methacrylate) — полімер метилметакрилату, твердий прозорий без кольору аморфний матеріал загальнотехнічного призначення густиною 1,19 г/см3. Не розчиняється у воді, спиртах, стійкий до дії розбавлених лугів, кислот, фізіологічно не шкідливий і стійкий до біологічних середовищ. Морозостійкий (—60 °С). Характеризується високою прозорістю. Виготовляється у вигляді аркушів товщиною від 0,8 мм до 24 мм, які характеризуються високою атмосферостійкістю, гарними фізико-механічними та електроізоляційними властивостями. Застосовується в авіабудуванні (авіаційне скло), автомобілебудуванні (ковпаки ліхтарів), світлотехніці. Недоліки: низька міцність при ударі, горючість, низькі діелектричні характеристики при високих частотах, здатність до поверхневого розтріскування у присутності кисню.
Поліетилентерефталат (ПЕТФ, PET — polyethylene terephthalate) — термопласт, найпоширеніший представник класу складних поліефірів терефтальової кислоти і етиленгліколю, відомий під різними фірмовими назвами (терилен — Велика Британія, дакрон — США, тергал — Франція, тревіра — ФРН, теторон — Японія). Тверда, безбарвна, прозора речовина в аморфному стані і біла, непрозора в кристалічному стані. Переходить у прозорий стан при нагріванні до температури склування і залишається в ньому при різкому охолодженні. Вирізняється хорошими механічними властивостями, зносостійкістю, гарний діелектрик. Використовується у вигляді хімічних волокон для побутових потреб; є основним матеріалом для армування автомобільних шин, транспортних стрічок, шлангів високого тиску; матеріал ємностей для рідких продуктів харчування (ПЕТ-пляшки для напоїв) та ін. Недоліки: абсолютно нестійкий до дії каустичної соди: як до концентрованих розчинів, так і до розведеним (руйнування має в характер піттингової корозії, а дія концентрованих розчинів соляної кислоти призводить до рівномірного зменшення товщини стінок тари.
Фторопласти — група полімерів на основі фторомістких поліолефінів і (або) їхніх співполімерів, до яких належать політетрафторетилен, політрифторхлоретилен, полівініліденфторид та ін.
- політетрафторетилен (ПТФЕ, фторопласт-4, фторолон-4, teflon, PTFE — polytetrafluoroethylene) — кристалічний полімер тетрафторетилену білого кольору, густиною 2,15-2,24 г/см3, хімічно найстійкіший зі всіх відомих термопластів. ПТФЕ не розчиняється у жодному розчиннику, не реагує на кислоти та луги, на міцні окислювачі та агресивне середовище. Один з найкращих діелектриків, характеризується високою морозостійкістю (до −195 °С) і високою теплостійкістю (до 250 °С). Недоліки: мала твердість, холодотекучість при незначних напруженнях, несклеюваність, незадовільна зварюваність.

Застосовується в радіо- та електротехніці як ізоляційний матеріал для проводів, кабелів, конденсаторів, трансформаторів і пристроїв, що працюють у агресивних середовищах, а також при підвищених температурах. У хімічній промисловості застосовується для виготовлення труб, прокладок, мембран, вентилів, кранів, антикорозійних та антифрикційних покриттів. Широко застосовується у космічній, авіаційній і автомобілебудівній техніці (електроізоляційні прокладки, підшипники ковзання тощо), у текстильній та харчовій промисловості, а також у медицині (протези, клапани для серцевої хірургії тощо).
- політрифторхлоретилен (ПТФХЕ, фторолон-3, фторопласт-3, ECTFE — ethylene chlorotrifluoroethylene або PCTFE — polychlorotrifluoroethylene) — продукт полімеризації трифторхлоретилену. Сфери застосування такі ж як і в ПТФЕ. Має кращі механічні властивості (відсутня холоднотекучість), може зварюватись, прозорість (85…90%) дозволяє його використовувати як оптичний матеріал (оглядове скло).
- полівініліденфторид (ПВДФ, Ф-2, PVDF — Polyvinylidene fluoride) — полімер вініліденфториду. Міцний твердий теплостійкий матеріал, що має високу хімічну і водостійкість, гарні електроізоляційні і антифрикційні властивості, морозостійкість (-50 °С). Використовується у хімічній та електрохімічній промисловості для виготовлення антикорозійних та електроізоляційних покриттів, термоусадочних ізоляційних трубок.

Полівінілхлорид (ПВХ, поліхлорвініл, PVC — Polyvinyl chloride) — аморфний полімер вінілхлориду з високою міжмолекулярною взаємодією. ПВХ — атмосферостійкий, самозгасаючий при горінні полімер, однак при горінні виділяються екологічно шкідливі діоксини. При нагріванні до температур 150…170 °С починає розкладатись з виділенням хлороводню. Тому до нього вводять термостабілізатори (солі кальцію, цинку, барію). На практиці мають справу з вініпластами, пластикатами і пластизолями ПВХ, а також полівінілхлоридним волокном.
- вініпласти[11] — жорсткі матеріали на основі ПВХ, що містять стабілізувальні добавки і мастильні речовини. Характеризується високою міцністю, ударною в'язкістю, антикорозійними властивостями. Використовується в машинобудуванні.
- пластикати[12] — м'які матеріали на основі стабілізованого і пластифікованого ПВХ. Характеризуються негорючістю, еластичністю, технологічністю у переробці. Використовується як електроізоляційні покриття (кабельні пластикати) для роботи в діапазоні температур від −60 до 70 °C.
- пластизолі (пасти) — дисперсії ПВХ у пластифікаторах. Використовується для виготовлення штучних шкір, взуття, іграшок. Широкого застосування набули спінені ПВХ (піно- і поропласти).

Поліамід (ПА, Nylon) — гетероланцюговий полімер, складові ланки якого з'єднано амідним зв'язком, продукт поліконденсації амінокислот або дикрбонових кислот і діамінів. Найбільшого поширення набули аліфатичні ПА (найлони). Поліаміди — інженерні пластики, що мають високу міцність і ударну в'язкість у широкому діапазоні температур, морозостійкість −60 °С, антифрикційні властивості, добре зварюються і склеюються. Недолік: велике водопоглинання, яке приводить до зміни розмірів залежно від вологості навколишнього середовища. ПА застосовують для виготовлення корпусних деталей, що працюють у вузлах тертя, під навантаженням.

### Реактопласти
Термореактивні пластмаси (реактопласти) — полімерні матеріали, які при нагріванні розм'якшуються, але при певній температурі і під дією затвердівачів, каталізаторів чи ініціаторів хімічних реакцій зазнають полімеризації, внаслідок якої переходять у твердий стан і повторна переробка таких пластмас неможлива. Теплостійкість їхня вища і досягає 200…370 °С.
Термореактивні полімери порівняно рідко використовуються у чистому вигляді. Зазвичай, у них вводять наповнювачі (дисперсні, волокнисті суцільні), розчинники, згущувачі, стабілізатори, барвники, змазки, завдяки чому отримують складні багатокомпонентні системи — реактопласти. Полімерну основу реактопласта (термореактивний полімер) називають «смола» або «сполучник».
На початковій стадії отримання матеріалів та виробів термореактивний сполучник має малу в'язкість, що полегшує процес формування виробів. Різниця у хімічній структурі сполучників, широкий спектр затвердівачів, ініціаторів затверднення, модифікаторів, наповнювачів дозволяють отримувати конструкційні матеріали з великим діапазоном механічних, електротехнічних, триботехнічних та інших експлуатаційних характеристик.
Залежно від типу сполучника реактопласти поділяються на:
- фенопласти, що базуються на фенолоальдегідних смолах;
- амінопласти, що утворюються на основі аміносмол;
- поліефірні, отримані на основі поліефірних смол і скловолоконних наповнювачів;
- епоксидні — мономерні, олігомерні або поліефірні сполуки, у склад молекул яких входить не менше двох епоксидних або гліцидилових груп;
- кремнійорганічні, що отримані на основі кремнійорганічних олігомерів, що містять гідроксильні і ефірні групи.
- поліуретанові, що отримуються на основі поліуретанових полімерів, котрі містять в основному ланцюгу макромолекул уретанові групи.
- алкидні, котрі базуються на алкидних смолах (гліфталевій, пентафталевій, етриіталевій).

### Еластомери
Високоеластичні пластмаси (еластомери) — матеріал, який може розширюватися і стискатися, суттєво змінюючи свою форму в результаті прикладання зусиль і здатний під дією внутрішніх пружних сил повертатись до попередньої форми. Еластомери майже повністю замінили гумові еластомери із сировини природного походження, а також знайшли низку нових застосувань, недоступних для звичайної гуми.
Еластомери застосовуються у промисловості переробки пластмас найчастіше як високомолекулярні пластифікатори для зниження крихкості склоподібних або кристалічних полімерів. Обмеженням застосування еластомерів у складі композитів на основі пластмас є низький опір їхньому тепловому старінню і термоокислювальній деструкції, а також, неможливість їхнього виробництва у гранульованому вигляді. Основні види еластомерів:
- ізопренові каучуки (синтетичний аналог натурального каучуку) — полімери ізопрену, отримані полімеризацією у розчині під дією комплексних каталізаторів типу Ціглера-Натта або під дією літійорганічного каталізатора. Переробляється методами, прийнятими для гумової промисловості і застосовується самостійно і в сумішах з іншими каучуками для виробництва автошин та інших гумовотехнічних виробів;
- бутадієновий каучук — полімер бутадієну. Методи отримання, аналогічні до ізопренових каучуків. Застосовується як каучук загального призначення а також, як високомолекулярний пластифікатор, що підвищує морозостікість пластмас. Використовується як компонент удароміцного полістиролу;
- бутадієн-стирольні каучуки — статистичні співполімери бутадієну і стиролу або α-метилстиролу. Використовуються як недорогі каучуки загального призначення та як пластифікатори полістирольних пластиків;
- бутадієн-нітрильні каучуки — статистичні співполімери бутадієну з нітрилом акрилової кислоти. Використовуються як каучуки спеціального призначення для виготовлення маслобензостійких гум, стійких до стирання і старіння, а також як пластифікатори ПВХ;
- бутилкаучук — статистичний співполімер ізобутилену. Гарний діелектрик, має низьку газопроникність і задовільні технологічні властивості. Використовується для виготовлення теплостійких газонепроникних виробів, а також як стійкий до погодних умов ізолятор кабелів і як високомолекулярний пластифікатор поліетилену і поліпропілену;
- етиленпропіленовий каучук — співполімер, що складається з коротких блоків етилену і пропілену. Характеризується стійкістю до окислення, атмосферостійкістю, теплостійкістю і стійкістю до агресивних середовищ (спиртів, кетонів, лугів, кислот тощо). Застосовується як основа гум, що експлуатуються у важких умовах і при температурах до 150 °C; як пластифікатор при виробництві удароміцного (морозостійкого) поліпропілену; як кабельна ізоляція;
- кремнійорганічні каучуки — еластомери, у яких основний ланцюг є неорганічним. Отримують аніонною полімеризацією відповідних циклоорганосилоксанів. Вирізняється хімічною стійкістю, нетоксичністю при горінні, фізіологічною інертністю. Гуми на основі кремнійорганічних каучуків стійкі у широкому діапазоні температур (-90…+300 °C), мають хороші діелектричні властивості. Використовується для виготовлення виробів, що працюють в умовах великого перепаду температур, для теплоізоляції космічних апаратів, виробів медичного призначення, деталей ущільнень холодильної техніки;
- уретанові каучуки — співполімери, що отримуються при взаємодії диізоціантів з простими або складними ефірами. Вони стійкі до ультрафіолетового проміння та γ-випромінювання, маслобензостійкі та атмосферостійкі, також характеризуються високим опором до стирання. Нестійкі до впливу водяної пари і гарячої води, при температурі понад 100 °C можлива хімічна деструкція. Використовуються для виготовлення виробів, стійких до стирання, пружних подушок вібраційної техніки та у взуттєвій промисловості;
- термоеластопласти (ТЕП) — термопластичні еластомери, що проявляють властивості м'яких гум (еластомерів) в умовах експлуатації, тоді як при високих температурах в умовах переробки вони здатні текти як розплави термопластів. Переробка ТЕП здійснюється традиційними методами, характерними для термопластів.

Пластмаси поділяють на пластмаси без наповнювачів, з наповнювачами (порошковими, волокнистими, шаруватими) і газонаповнені.

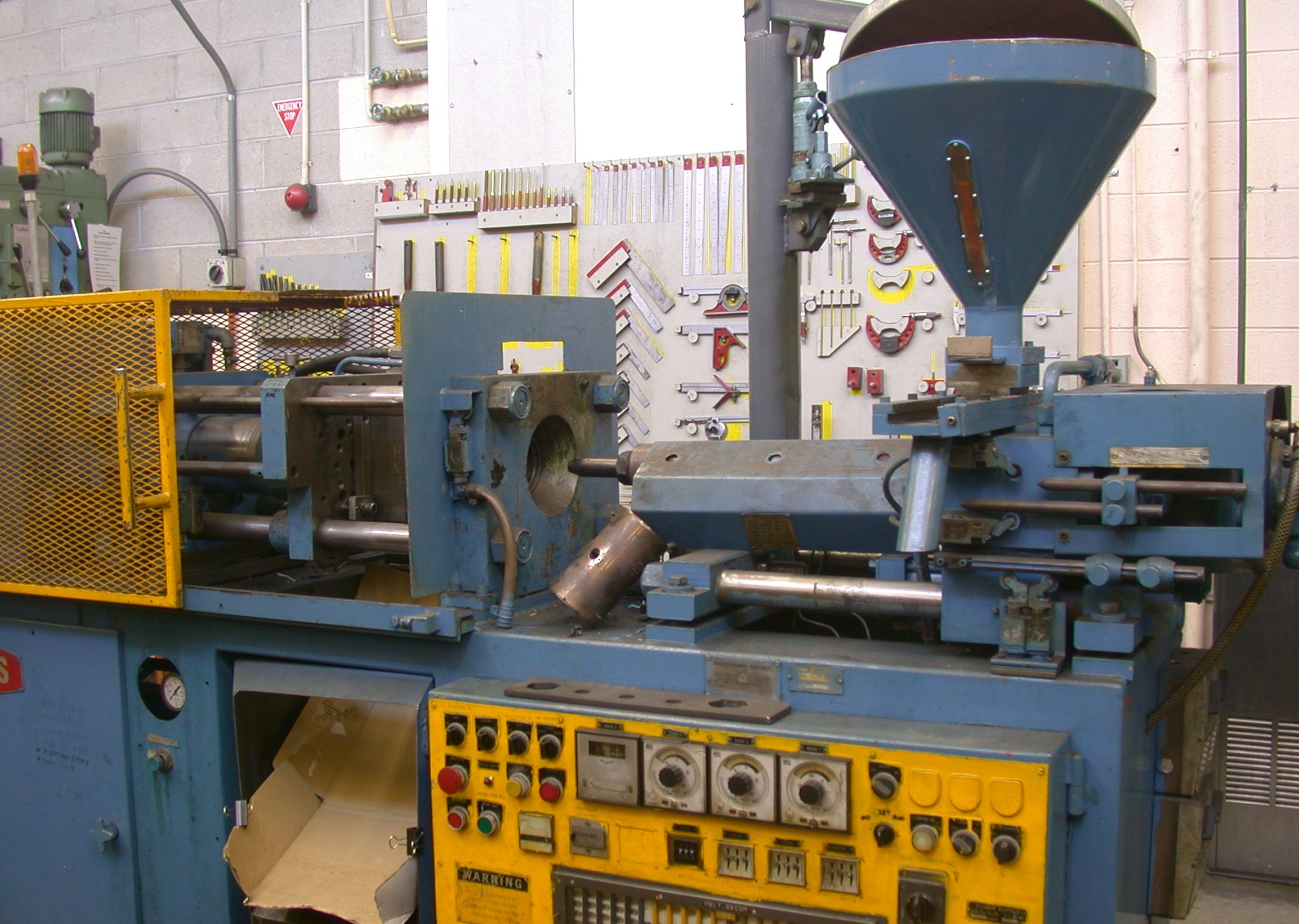
Термопластавтомат для лиття пластмас під тиском

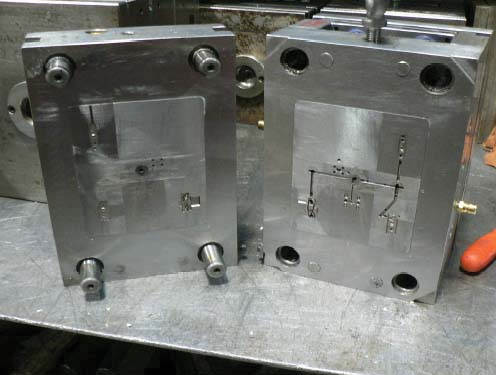
Дві половини прес-форми для лиття під тиском

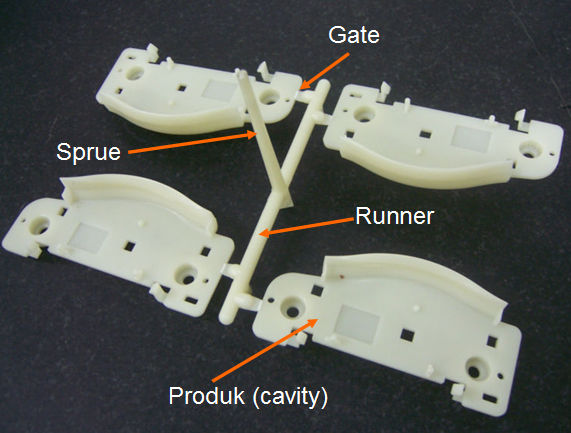
Пластмасові деталі, отримані литтям під тиском у 4-місну прес-форму

## Способи формування виробів з пластмас
Основні принципи формування виробів зводяться до подавання розплаву у форму, де він твердне в результаті охолодження (термопласти) або хімічного зшивання (реактопласти). Подавання розплаву у форму може бути періодичним (литво, пресування та ін.) або неперервним (еструзія, кландрування та ін.). У першому випадку матеріал формується перебуваючи у формі, у другому — при проходженні крізь форму. Цим переліком багатоманітність методів не вичерпується. Полімери можуть перероблятись нанесенням на поверхні з наступним твердненням (при охолодженні, хімічному структуруванні чи висиханні), попереднім формуванням заготовок і наступним термоформуванням тощо. Виходячи з цього, запропоновано наступну класифікацію методів:
- Формування неперервних (погонажних) виробів:
  - кландрування, вальцювання (аркуші, плівка, оболонки);
  - формування на безперервній основі (просочування, промащування, обкладання, виливання);
  - екструзія (аркуші, плівки, профілі, труби, кабельні ізоляції);
  - штрангпресування;
  - протягування.
- Формування дискретних (окремих) виробів:
  - пресування (холодне, гаряче, литтєве, штампування);
  - лиття під тиском;
  - лиття без тиску (для реактопластів);
  - формування на внутрішній поверхні форми (пневмовакуумформування, видувне формування, відцентрове формування, ротаційне формування);
  - формування на зовнішній поверхні форми (намотування, вмочування).
- Формування виробів напівфабрикатів:
  - сполучення полімера з полімером (зварювання, склеювання);
  - сполучення неполімера з полімером (напилення, металізація);
  - орієнтаційне витягування;
  - термообробка;
  - обробка різанням, складання.

У наведеній класифікації не робиться різниці між формуванням термо- і реактопластів, оскільки і пресування, і литво можуть застосовуватись до обидвох видів пластмас.

## Система маркування пластмас
Для створення умов для утилізації пластикових предметів одноразового використання в 1988 році Співтовариством Пластикової індустрії (The Society of the Plastics Industry, Inc.) була запроваджена система з ідентифікаційними кодами для маркування всіх видів пластмас. Маркування має три стрілки у формі трикутника, всередині якого поміщена цифра, що означає тип пластика:
1. PET або PETE — Поліетилентерефталат. Зазвичай використовується для виробництва тари для мінеральної води, безалкогольних напоїв і фруктових соків, блістерних упакувань, оббивки. Такі пластики є потенційно небезпечними для харчового використання.
2. PEHD або HDPE — Поліетилен високої щільності. Використовується для виробництва водо- та газопровідних труб, пляшок, фляг, напівжорсткого упакування. Вважається безпечними для харчового використання.
3. ПВХ або PVC — Полівінілхлорид. Використовується для виробництва труб, садових меблів, покриттів підлоги, віконних профілів, жалюзі, тари для миючих засобів. Матеріал є потенційно небезпечним для харчового використання, оскільки може містити діоксини, бісфенол А, ртуть, кадмій.
4. LDPE і PELD — поліетилен низької щільності. Виробництво брезентів, мішків для сміття, пакетів, плівки та гнучких ємностей. Вважається безпечними для харчового використання.
5. PP — Поліпропілен. Використовується в автомобільній промисловості (обладнання, бампери), або при виготовленні іграшок, а також в харчовій промисловості, переважно при виготовленні упакувань. Вважається безпечними для харчового використання.
6. PS — Полістирол. Використовується при виготовленні плит теплоізоляції будівель, пакувань харчових продуктів, столових приладь і посуду, коробок для компакт-дисків та інших пакувань. Матеріал є потенційно небезпечним, особливо при горінні, оскільки містить стирол.
7. OTHER або О — інші. До цієї групи належить інший пластик, котрий не може бути включений у попередні групи. Переважно це полікарбонат. Полікарбонат не токсичний для навколишнього середовища, але може містити небезпечний для людини бісфенол А[16]. Використовується для виготовлення твердих прозорих виробів.

## Забруднення навколишнього середовища
Забруднення навколишнього середовища пластиком є складною та поширеною проблемою, яка охоплює багато аспектів. Це пов’язано з широким використанням пластикових матеріалів, їх довговічністю в навколишньому середовищі та проблемами, пов’язаними з їх утилізацією та переробкою. Вплив забруднення пластиком поширюється на наземне, водне та атмосферне середовище, впливаючи на біорізноманіття та здоров’я людини.
Див. також — Забруднення пластиком, Забруднення моря пластиком, Забруднення пластиковими гранулами.

### Виробництво та утилізація
Виробництво пластику починається з видобутку та переробки викопного палива. Процес вивільняє значну кількість парникових газів, що сприяє зміні клімату. Крім того, він часто включає шкідливі забруднювачі, які можуть впливати на якість повітря, води та ґрунту.
Після його використання управління пластиковими відходами стає серйозною проблемою. Незважаючи на те, що зусилля з переробки стають дедалі ефективнішими та поширенішими, значний відсоток пластикових відходів все ще потрапляє на звалища або утилізується неналежним чином, що призводить до сміття в наземних і водних екосистемах. У 2021 році було вироблено 390 мільйонів тонн пластику. Більше 1/2 пластикових відходів потрапляє на звалище, а приблизно 1/5 частина відходів спалюється. Лише приблизно 1/10 пластикових відходів переробляється, а решта, приблизно 1/5 пластикових відходів, потрапляє в наземне та водне середовище (поза звалищами), зокрема у формі мікрочастинок пластику.

### Забруднення землі
Неправильно утилізований пластик може накопичуватися в наземних середовищах існування, змінюючи їхні фізичні та хімічні характеристики. Легкі та міцні пластикові матеріали можуть переноситися на великі відстані вітром і водою, що призводить до забруднення віддалених територій, включаючи захищену дику природу та безлюдні регіони.
Мікропластик, невеликі фрагменти пластику діаметром менше 5 мм, може виникати в результаті фрагментації більших шматків або безпосередньо вироблятися для використання в таких продуктах, як косметика або промислові процеси. Їх все частіше можна знайти в ґрунтах, і їхній вплив на наземні екосистеми є все більшою сферою досліджень. Дослідження показують, що мікропластик впливає на здоров’я та поведінку організмів, що мешкають у ґрунті, і може змінювати властивості ґрунту.

### Забруднення води
Забруднення пластиком морського та прісноводного середовища є дуже помітною та загальновизнаною проблемою. Велике пластикове сміття, наприклад пляшки та пакети, може заплутатися та бути проковтнутим тваринами в дикій природі, спричиняючи травми та смерть. Плаваючі пластики також є переносчиками патологічних мікроорганізмів.
Мікропластик викликає особливе занепокоєння у водних системах. Їх можуть поглинати організми будь-якого розміру, від мікроскопічного планктону до великих морських ссавців, і вони можуть накопичуватися в харчовому ланцюгу. Потрапляючи в організм, вони можуть завдати фізичної шкоди, а також бути переносниками токсичних хімікатів.
Забруднення моря пластиком також є проблемою для діяльності людини. Це може вплинути на туризм і естетичну цінність прибережних районів, може завдати економічної шкоди таким галузям промисловості, як рибальство та судноплавство, через заплутування та потрапляння всередину, а також має потенційні наслідки для безпеки харчових продуктів і здоров’я людини.

### Забруднення атмосфери
Пластик також сприяє забрудненню атмосфери. При спалюванні пластикових відходів виділяються токсичні речовини, зокрема діоксини та фурани, а також парникові гази.
Більше того, нещодавні дослідження показують, що мікропластик може потрапляти в повітря та є раніше невизнаним компонентом забруднення атмосфери з невідомими наслідками для здоров’я людини та екосистем.

### Вплив на здоров'я людини
Негативний вплив на здоров'я людини впливом забруднення пластиком включає порушення різних біохімічних та гормональних механізмів, зокрема через вплив таких речовин як фталати, Бісфенол А (BPA) та Бісфенол S (BPS).

### Пом'якшення та запобігання
Боротьба із забрудненням пластиком вимагає багатогранного підходу. Важливими стратегіями є підвищення ефективності та доступності переробки пластику, покращення інфраструктури поводження з відходами та впровадження політики, яка заохочує скорочення використання пластику.
Крім того, дослідження біологічно розкладаного пластику та розвиток економіки замкненого циклу (циркулярна економіка), в якій матеріали зберігаються у використанні якомога довше, є перспективними шляхами зменшення впливу пластику на навколишнє середовище.
Однак ці зусилля повинні супроводжуватися освітою та підвищенням обізнаності про наслідки забруднення пластиком, щоб стимулювати зміни в поведінці споживачів і попит на більш екологічні продукти.

#### Розкладання пластику
Хоча пластик є забруднювачем для більшості живих істот, деякі бактерії та гриби набули здатності перетворювати його на джерело енергії. Оптимізація цих мікроорганізмами методами синтетичної біології та генної інженерії може стати рішенням для переробки пластику в середовищі.

#### Переробка пластику
В двох дослідженнях 2023 року, опублікованих в Science, описується економічно-ефективна методика переробки пластикових відходів (поліетилен та поліпропілен) в жирні кислоти, які згодом перетворюють промислові сурфактанти; та поліетиленових відходів в широкий спектр цінних хімічних речовин.
Незважаючи на значний прогрес, попереду ще багато роботи, щоб повністю зрозуміти та пом’якшити вплив забруднення пластиком на навколишнє середовище. Потрібні постійні дослідження, щоб продовжувати вдосконалювати наші стратегії подолання цієї глобальної проблеми.